# Kamešnica (Dinarische Alpen)
Kamešnica is een berg op de zuidwestgrens tussen Bosnië en Herzegovina en Kroatië (Dalmatië). Zij vormt een extensie van de Dinara en strekt zich uit tot de bergpas bij Vaganj (1173 meter) in het noordwesten en tot Buško jezero (een door mensen gemaakt meer). De Kamešnica ligt grotendeels in Bosnië en Herzegovina, zo ook het hoogste punt van de berg; Konj op 1852 m, die ook uitzicht biedt op beide landen. Met helder weer kunnen de eilanden in de Adriatische Zee gezien worden.

## Natuur
Dankzij haar geografische ligging is de berg een goede plekt voor flora en fauna. De Kamešnica is populair onder wandelaars gezien de vele wandelpaden en diepe grotten. In het noordelijke gedeelte is door gebrek aan infrastructuur en dikke bossen het ecosysteem grotendeels in haar huidige staat bewaard gebleven. Zes tot zeven maanden per jaar is de Kamešnica bedekt met sneeuw.